# Titine (Les Temps modernes)
Pour les articles homonymes, voir Titine.
Titine (The Nonsense Song) est une chanson en charabia, inspirée de la chanson française Je cherche après Titine (1917), interprétée par Charlie Chaplin dans Les Temps modernes. Ce sont d'ailleurs les premiers et derniers mots prononcés au cinéma par Charlot (Les Temps modernes est le dernier film mettant en scène le personnage, de plus, le reste du film ainsi que les précédents sont muets).
Charlie Chaplin, qui tient le rôle d’un vagabond (Charlot), doit interpréter cette chanson dont son amie lui avait écrit les paroles sur ses manchettes. Ayant perdu ces fameuses manchettes, Charlot se lance néanmoins dans une sorte de pantomime et finit enfin par chanter dans une langue assez mystérieuse, qui s'avère être un amalgame de français et d'italien. Le public ovationne quand même l'artiste à la fin de la chanson. 

## Paroles
Se bella ciu satore
Je notre so cafore
Je notre si cavore
Je la tu, la ti, la tua
La spinash o la busho
Cigaretto porta bello
Ce rakish spagaletto
Si la tu, la ti, la tua
Senora Pilasina
Voulez vous le taximeter
Le zionta sous la sita
Tu la tu, la tu, la wa
Se montya si la moora
La sontya so gravora
La zontya comme sora
Je la poose a ti la tua
Je notre so la mina
Je notre so cosina
Je le se tro savita
Je la tuss a vi la tua
Se motra so la sonta
Chi vossa la travonta
Les zosha si katonta
Tra la la la, la la la…